# Apostoł Piotr i Ostatnia Wieczerza
Apostoł Piotr i Ostatnia Wieczerza – amerykański film fabularny z 2012 roku w reżyserii Gabriela Sabloffa.

## Obsada
| Aktor              | Rola           |
| ------------------ | -------------- |
| Robert Loggia      | stary Piotr    |
| Ryan Alosio        | młody Piotr    |
| Bruce Marchiano    | Jezus          |
| Sarah Prikryl      | Novella        |
| Laurence Fuller    | Martynian      |
| David Kallaway     | Procesjusz     |
| Leon Melas         | Andrzej        |
| David Collier      | Judasz         |
| Russell Wolfe      | Jan            |
| Emilio Doorgasingh | Tomasz         |
| Sean Savage        | Jakub Większy  |
| Kevin Hoffman      | Filip          |
| Tom Konkle         | Mateusz        |
| Bill Oberst Jr.    | demon          |
| Adamo Palladino    | Gallus         |
| Dominic Bogart     | Tadeusz        |
| Matthew Bacis      | Jakub Mniejszy |
| Sean Gibney        | Łukasz         |